# 센보쿠군 (아키타현)

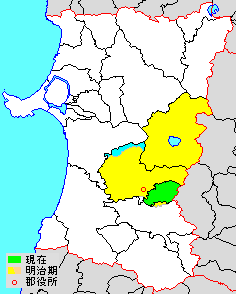
센보쿠 군의 위치

센보쿠군(일본어: 仙北郡, せんぼくぐん)은 일본 아키타현의 동부에 위치하는 군이다.
인구 16,902명, 면적 168.32km², 인구밀도 100명/km².(2025년 3월 1일, 추계인구)
이하 1정으로 구성된다.
- 미사토정(美郷町)

2005년 9월 20일의 센보쿠시 성립에 의해 현내에서 가장 작은 군이 되었다. 이와테현 모리오카시내에 센보쿠 정이라는 지명이 있는데 이것은 옛날 센보쿠 군으로부터 이주하는 사람이 많았던 데에서 유래한다.

## 역사
- 2004년 11월 1일 - 로쿠고 정·센하타 정·센난 촌이 합병해 미사토 정이 성립했다.
- 2005년 3월 22일 - 가미오카 정·니시센보쿠 정·나카센 정·교와 정·난가이 촌·센보쿠 정·오타 정이 오마가리 시와 합병해 다이센시가 성립, 군에서 이탈하였다.
- 2005년 9월 20일 - 다자와코 정·가쿠노다테 정·니시키 촌이 합병해 센보쿠시가 성립, 군에서 이탈하였다.